# Johannes Paulus II
Johannes Paulus II (latin: Ioannes Paulus II, italienska: Giovanni Paolo II), född Karol Józef Wojtyła [ˈkarɔl ˈjuzɛf vɔjˈtɨu̯a] (fil) den 18 maj 1920 i Wadowice i Polen, död 2 april 2005 i Apostoliska palatset i Vatikanstaten, var en polsk teolog och författare. Han var påve från den 16 oktober 1978 till sin död den 2 april 2005. Hans mer än 26 år långa pontifikat är ett av historiens längsta. Det är det näst längsta i modern tid efter påve Pius IX. 
Johannes Paulus II saligförklarades den 1 maj 2011 av sin efterträdare Benedictus XVI och helgonförklarades tillsammans med påve Johannes XXIII, den 27 april 2014 av påve Franciskus och benämns således den helige Johannes Paulus II. Hans helgondag är 22 oktober. 
Han föddes i Polen och var därför den förste icke- italienske påven sedan påve Hadrianus VI år 1523. Wojtyła prästvigdes den 1 november 1946, biskopvigdes 28 september 1958 och han utsågs till ärkebiskop av Kraków år 1964 av påve Paulus VI. Han deltog i konklaven 1978 som valde påve Johannes Paulus I. Wojtyła valde sitt påvenamn efter sin föregångare Johannes Paulus I.
Johannes Paulus II försökte under sin tid som påve att förbättra kyrkans relationer med judendomen, islam och den ortodoxa kristenheten. Han bibehöll kyrkans positionering kring frågor rörande abort, kvinnliga präster, konstgjord befruktning och celibat för präster. Han stod bakom reformerna under Andra Vatikankonciliet, men han hade en konservativ positionering. Johannes Paulus II lade vikt vid familj och identitet och ifrågasatte masskonsumtion och strävande efter pengar. Under sitt pontifikat besökte han 129 olika länder och var därmed en av de mest beresta världsledarna. 1989 besökte han Sverige och firade mässa i Vadstena och besökte Uppsala där han mötte Svenska kyrkans ärkebiskop Bertil Werkström. Under hans tid som påve, saligförklarades 1340 personer och 483 personer helgonförklarades.  Johannes Paulus II hade en stor betydelse för kommunismdiktaturens fall, dels i sitt hemland Polen, men likaså i Europa. Under hans tid som påve utökades den katolska kyrkans inflytande i Afrika och Latinamerika och var fortsatt inflytelserik i Europa och resten av världen.

## Biografi

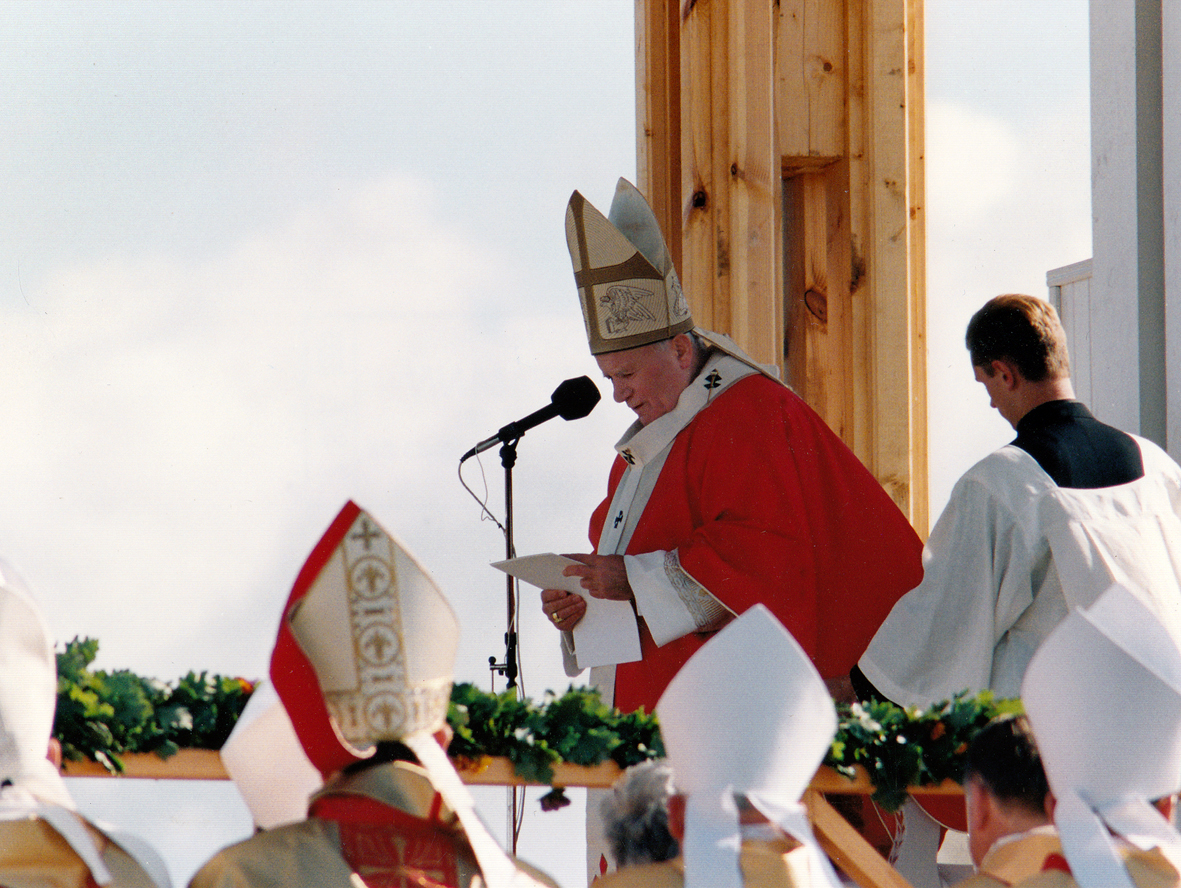
Johannes Paulus II håller den historiska mässan vid Korskullen 1993.

### Bakgrund
Karol Józef Wojtyła var son till Karol Wojtyła, militär i den österrikisk-ungerska armén, och hans hustru Emilia, född Kaczorowsky. Han var den yngste av tre barn. Hans mor Emilia avled efter en hjärtinfarkt, då Karol var åtta år gammal.  
Karol döptes vid en månads ålder, tog emot kommunionen vid nio års ålder och konfirmerades som 18-åring.  Som liten pojke var han aktiv inom idrotten och spelade ofta fotboll som målvakt. Han hade också kontakt med Wadowices stora judiska församling. Skolfotbollen arrangerades ofta med judiska och kristna (katolska) lag, och Wojtyła spelade ofta för det judiska laget.
År 1938 flyttade Wojtyła till Kraków där han började studera vid Jagellonska universitetet. 1939, efter att Nazityskland invaderat Polen, stängdes universitetet.  Efter att Wojtyłas far avled, började han fundera över prästkallelsen. 1942 påbörjade han sina präststudier, under kriget som pågick. Under nazisternas ockupation av Polen var män tvungna att arbeta och mellan 1940–1944 arbetade Wojtyła med olika arbetsuppgifter, bland annat på en restaurang. Efter att nazisterna lämnade Polen 1945 kunde prästseminaristerna återvända till prästseminariet.   
Karol Józef Wojtyła prästvigdes den 1 november 1946 av Adam Stefan Sapieha, ärkebiskop av Kraków. Efter sin prästvigning sändes Wojtyła till Rom för fortsatta studier vid Angelicum. Han disputerade 1948. 1948 återvände Wojtyła till Polen och arbetade i en församling i Niegowić. I mars 1949 förflyttades Wojtyła till församlingen Sankt Florian i Kraków. Han undervisade vid Jagellonska universitetet och vid det katolska universitetet i Lublin. 
Redan långt före sin påvetid var Wojtyła en produktiv författare (även till dikter och skådespel) och var filosofiskt bildad med en personalistisk åskådning, påverkad av den tyske filosofen Max Scheler.Wojtyła författade artiklar till Krakóws katolska tidning (Tygodnik Powszechny) där han skrev om olika kyrkliga frågor. Han publicerade en del av sitt arbete under olika pseudonymer. 1960 publicerades hans bok Kärlek och ansvar. 

### Biskop och kardinal

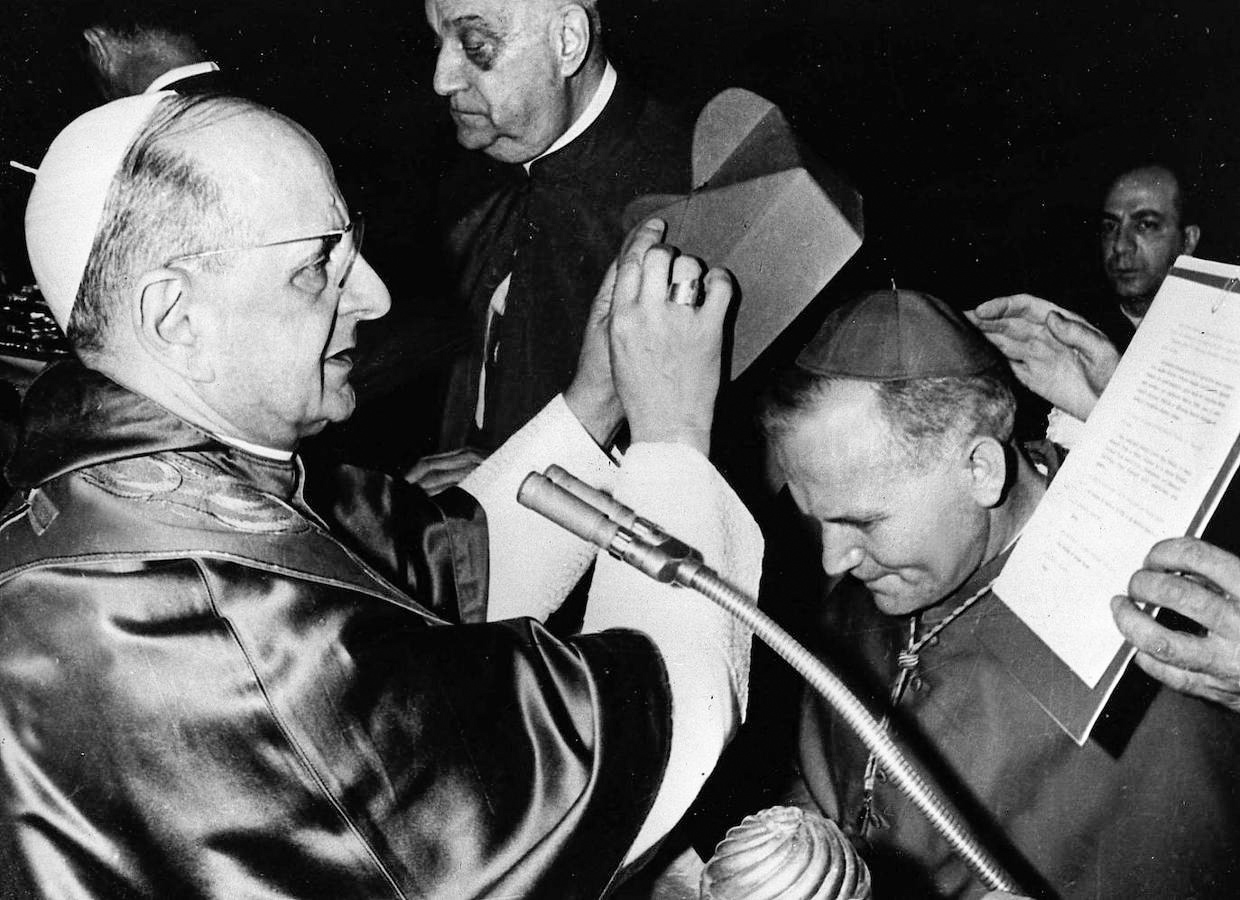
Wojtyla mottar birettan som kardinal av påve Paulus VI, 1967.

Den 4 juli 1958 utsågs Wojtyła till hjälpbiskop i Kraków av påve Pius XII. Wojtyła biskopsvigdes den 28 september 1958 av ärkebiskop Eugeniusz Baziak. Vid 38 års ålder blev Wojtyła den yngste biskopen i Polen. Den 13 januari 1964 utsågs han till Krakóws ärkebiskop av påve Paulus VI. Paulus VI upphöjde Wojtyła till kardinalpräst med San Cesareo in Palatio som titelkyrka (pro illa vice). 
Wojtyła deltog i konklaven som valde kardinal Luciani (Johannes Paulus I) till påve den 26 augusti 1978. Johannes Paulus I avled efter endast 33 dagars pontifikat.

#### Andra Vatikankonciliet
Wojtyła deltog i Andra Vatikankonciliet från oktober 1962 och han bidrog till två av de mest betydelsefulla dokumenten från konciliet; Dignitatis humanae och Gaudium et spes. Wojtyła och de polska biskoparna bidrog med förslag till texten i Gaudium et spes. 
1967 var Wojtyła delaktig i formandet av encyklikan Humanae Vitae. 

## Påve

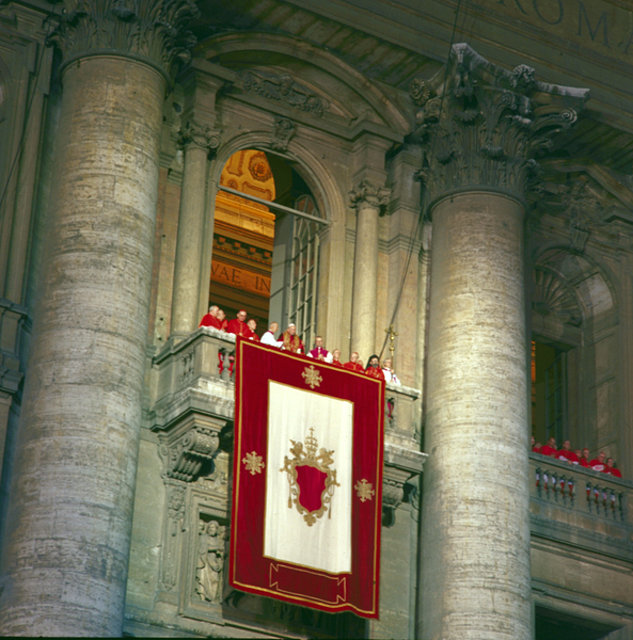
Johannes Paulus II träder för första gången fram som påve efter valet den 16 oktober 1978.

### Påveval
Kardinal Wojtyła valdes till ny påve den 16 oktober 1978 och installerades den 22 oktober. I samband med detta antog den nye påven namnet Johannes Paulus II, till minne av sin företrädare. Valet av Johannes Paulus II till påve innebar att en icke-italienare tillträdde påvestolen för första gången sedan 1523.
Johannes Paulus II var en framstående filosof, och skrev ett flertal böcker i ämnet, talade många olika språk och var kyrkligt konservativ men samtidigt socialt radikal. Han är så vitt känt den förste påve som besökt en synagoga och en moské. Beträffande sin konservativa hållning gällande preventivmedel, homosexualitet och abort blev påven kritiserad av mer liberala krafter. I boken Memoria e identità (utgiven 2005) sade han att homosexuella äktenskap ingår i ”ondskans ideologi”. 

### Roll under kommunismens fall
Under Andra Vatikankonciliet vägrade han fördöma kommunismen, men genom det motstånd mot denna ideologi som han däremot visade som påve, och den personliga popularitet han då i övrigt åtnjöt hos det polska folket, bidrog han i hög grad till kommunismens fall i Polen. Han kritiserades flera gånger för impopulära biskopsutnämningar. Han mötte år 1989 ledaren för Sovjetunionen Michail Gorbatjov. Påven hade en god relation med USA:s 40:e president Ronald Reagan. Den 4 juni 2004 mottog påven frihetsmedaljen från USA:s 43:e president George W. Bush.

### Kanoniseringar och beatifikationer
Johannes Paulus kanoniserade 483 helgon, vilket gjorde honom till den påve som helgonförklarat flest personer, och han saligförklarade 1340. Som påve blev Johannes Paulus II känd för sina resor världen över och för sina många massmediala framträdanden som gav påveämbetet en ny och mera utåtriktad karaktär.

### Internationella besök
Johannes Paulus II genomförde många internationella besök under sin tid som påve; totalt resor till 129 länder. Ett av de första besöken han gjorde som påve, gjordes till Dominikanska republiken och Mexiko i januari 1979. I juni 1979 besökte påven sitt hemland Polen. Han blev den förste påve att besöka Vita huset, USA, vilket han gjorde i oktober 1979. Där mottogs påven av president Jimmy Carter. Han blev även den förste påven att resa till Storbritannien, vilket han gjorde 1982 och mötte där drottning Elizabeth II. Påven besökte katedralen i Canterbury.  

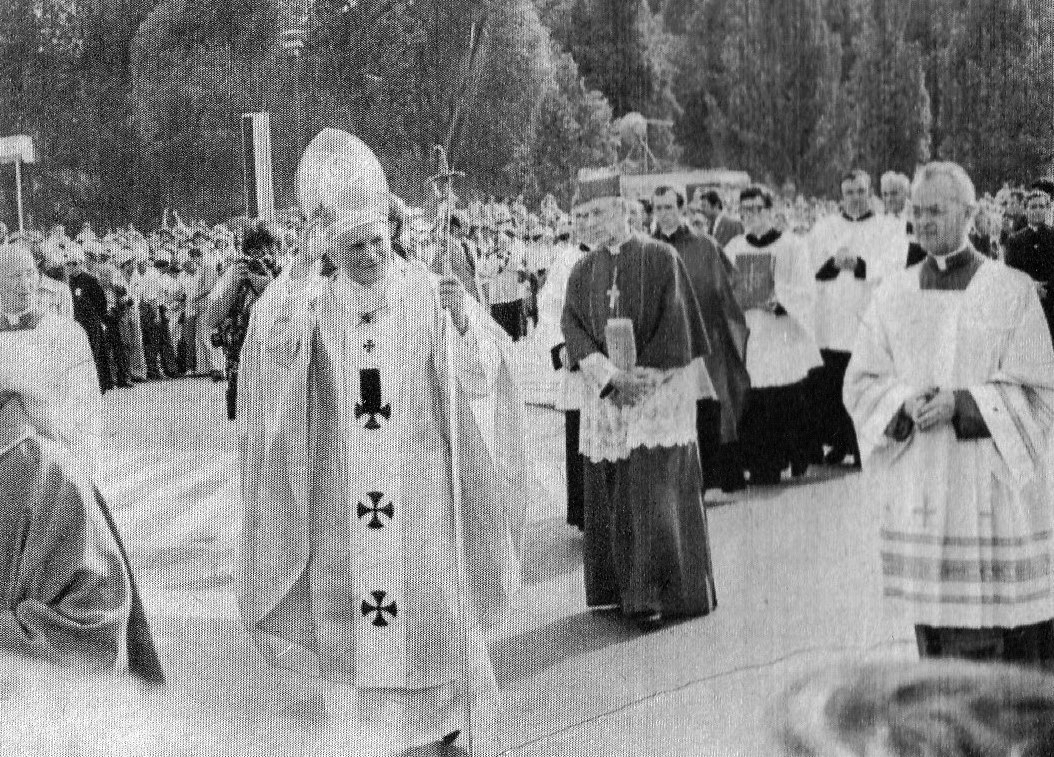
Påven under hans första besök i Polen som påve, 1979.

1989 besökte han Norden och hans besök var det första som någon påve gjort på sin post (Hadrianus IV besökte Norden innan han blev påve under 1150-talet). Den 8 juni var han i Sverige, och höll under sin vistelse bland annat en mässa i Globen i Stockholm, vid vilken 16 000 personer närvarade. Påven besökte Uppsala domkyrka, samt Vadstena klosterkyrka och Heliga Birgittas reliker. Han firade även en mässa på Vadstena slotts borggård. 

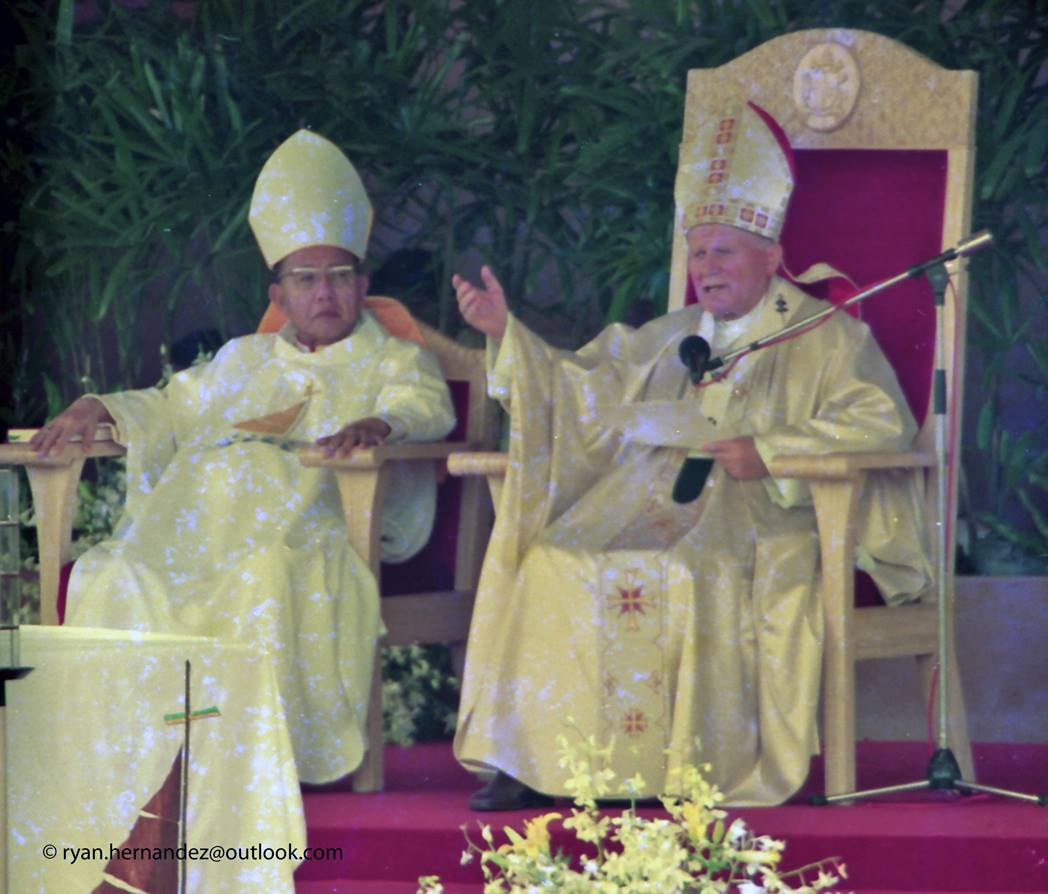
Påven tillsammans med Manilas ärkebiskop kardinal Jaime Sin under världsungdomsdagen 1995 i Manila.

Den 15 januari 1995 under den 10:e världsungdomsdagen firade Johannes Paulus II mässa med omkring fem till sju miljoner människor i Manila, Filippinerna. I mars 2000 blev Johannes Paulus II den förste påven att be vid den Västra muren i Jerusalem.
År 2000 besökte påven Egypten och mötte där Shenouda III från koptisk-ortodoxa kyrkan och den grekisk ortodoxa patriarken av Alexandria.

### Världsungdomsdagarna
Som en förlängning av det arbete han utfört med ungdomar som präst, var han banbrytande för de internationella världsungdomsdagarna. Nio av världsungdomsdagarna leddes av Johannes Paulus II: i Rom 1985 och 2000, Buenos Aires 1987, Santiago de Compostela 1989, Częstochowa 1991, Denver 1993, Manila 1995, Paris 1997 och slutligen Toronto 2002. 

### Attentat

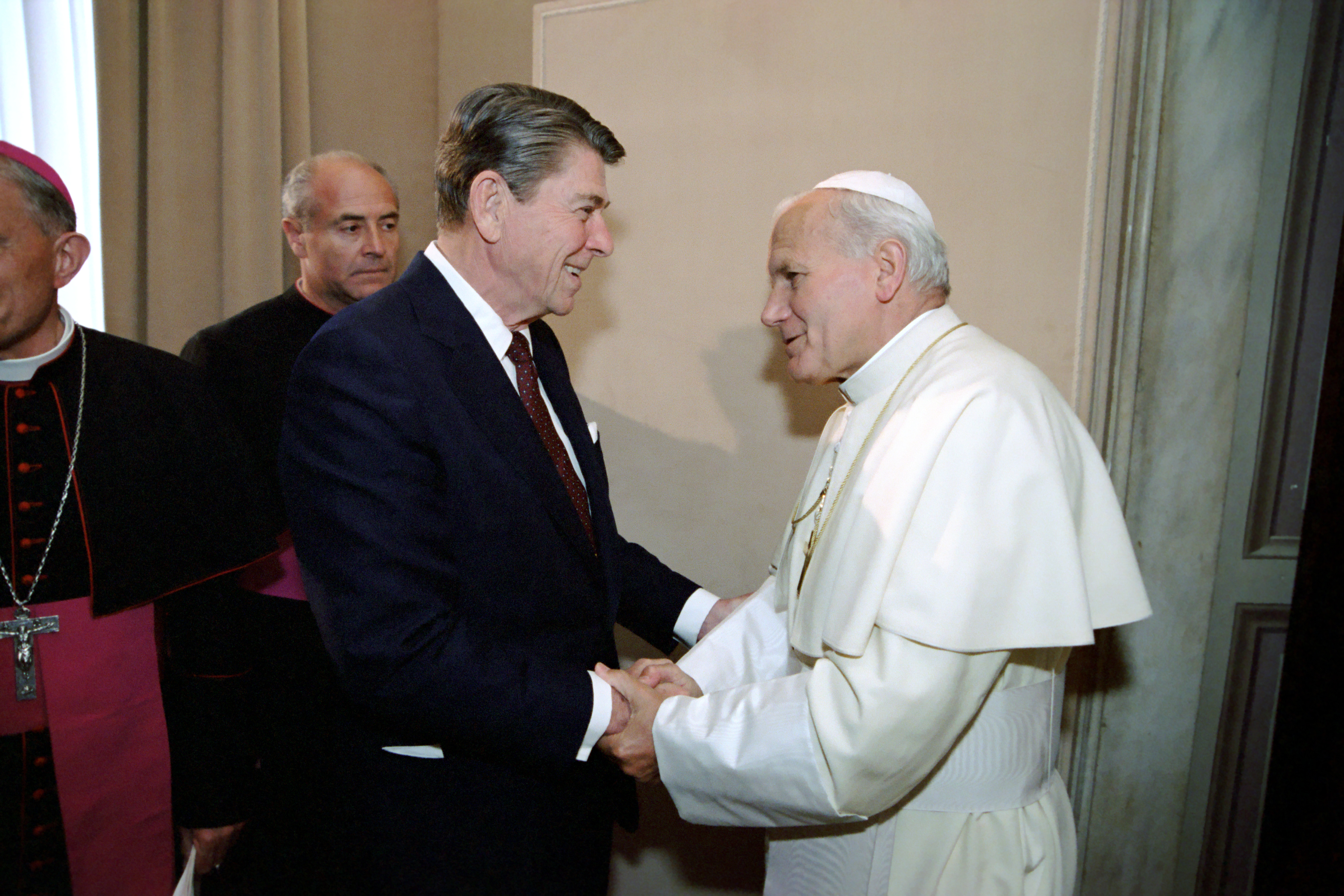
USA:s president Ronald Reagan möter påve Johannes Paulus II i Vatikanen, 1982.

Den 13 maj 1981 blev han utsatt för ett attentat på Petersplatsen och skottskadades i buken. En turkisk man, Mehmet Ali Ağca, som var medlem i eller hade starka kopplingar till den turknationalistiska organisationen Grå vargarna, dömdes för dådet. Påven återhämtade sig efter attentatet. 

### Relationen med andra kristna samfund
Johannes Paulus II har mött flera olika ledare från olika kristna samfund. I Assisi hölls den 27 oktober 1986 en världsböndag för freden, under vilken mer än 120 representanter från olika religioner och kyrkogemenskaper deltog.  

#### Protestantiska kyrkor
I november 1980 besökte påven Västtyskland, vilket var hans första resa till ett land med en stor luthersk befolkning. Han träffade i Mainz ledare för den evangeliska kyrkan i Tyskland.  
I december 1983 deltog påven i en ekumenisk gudstjänst i en evangelisk kyrka i Rom, vilket var den första gången påven besökte en luthersk kyrka.  Detta skedde 500 år efter Martin Luthers födelse. 1989 besökte påven Sverige, Norge, Island, Danmark och Finland. Han deltog i ekumeniska gudstjänster i Nidarosdomen, Åbo domkyrka, Roskilde domkyrka och Uppsala domkyrka.

#### Anglikanska kyrkor
Påven hade goda relationer med den Engelska kyrkan och han besökte Storbritannien 1982, där han träffade Drottning Elizabeth II. Han predikade i Canterbury där han också träffade ärkebiskopen av Canterbury.

#### Ortodoxa kyrkor
1999 besökte påven Rumänien och träffade patriarken för den Rumänsk-ortodoxa kyrkan. 
2001 besökte påven Ukraina, ett land med en stor ortodox befolkning, efter inbjudan av presidenten i Ukraina. Under samma år besökte påven Grekland och blev den förste påven att göra det på 1291 år. Påven mötte ärkebiskopen av den grekisk-ortodoxa kyrkan i Aten.  

### Jubelåret 2000
Jubelåret 2000 handlade om katolska kyrkans medvetenhet om mission, samt omfamnande av uppgiften att missionera. Johannes Paulus II gjorde under jubelåret 2000 en resa till Heliga landet. Under sin resa besökte påven flera platser däribland platsen i Jordan där Johannes Döparen döpte Jesus, Födelsekyrkan i Betlehem och platserna för Jesu död och uppståndelse.

### Senare liv och död

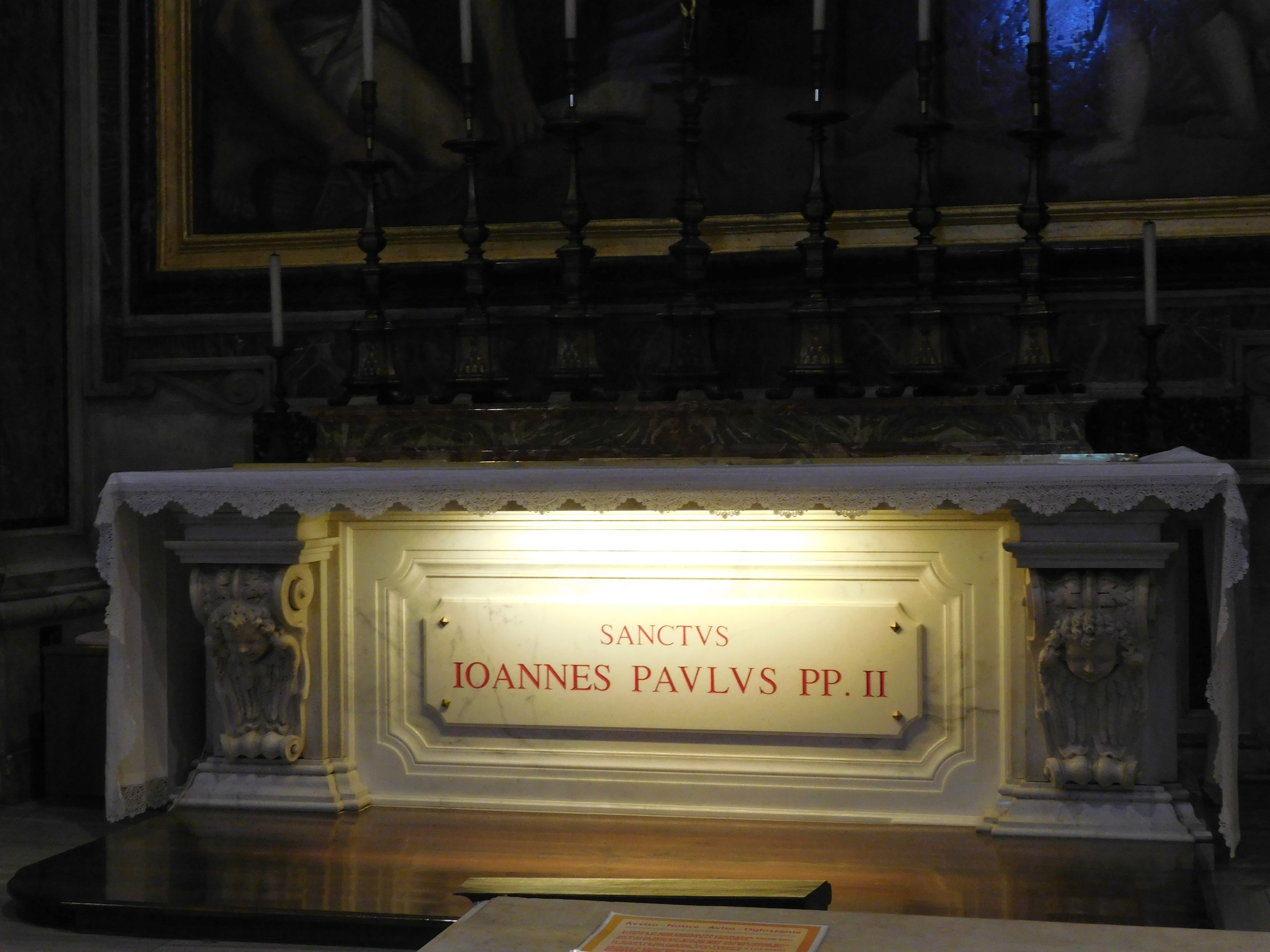
Johannes Paulus II:s grav i Peterskyrkan.

2001 diagnoserades påven med parkinsons sjukdom.
I februari 2005 blev påven inlagd på sjukhus efter svårigheter med andningen. Han kunde kort därefter lämna sjukhuset, men blev sedan inlagd igen. Under hans sista tid var tusentals människor närvarande på Petersplatsen och bad för honom. Johannes Paulus II avled i det Apostoliska palatset den 2 april 2005, klockan 21.37. Den 8 april 2005 hölls requiem-mässan, i vilken omkring 200 statsöverhuvuden och regeringschefer deltog, däribland USA:s presidenter George W. Bush och Bill Clinton. Utöver dem var omkring 300 000 pilgrimer närvarande. Kardinal Ratzinger höll i mässan.
I mars 2023 framkom uppgifter att Johannes Paulus II under sin tid som ärkebiskop i Polen ska ha känt till att präster begått sexuella övergrepp. Reaktionerna i Polen blev mycket starka över att han skulle ha känt till dessa sexuella övergrepp, men tystat ned dem.

## Lära och ställningstaganden
Som påve författade Johannes Paulus II, 14 påvliga encyklikor. 

### Apartheid i Sydafrika
Johannes Paulus II var en öppen motståndare till apartheiden i Sydafrika. Under ett besök i Nederländerna 1985, höll påven ett tal, i vilket han fördömde apartheid vid den internationella domstolen. År 1988 besökte påven tio länder i södra Afrika, men undvek Sydafrika. Han verkade för att ekonomiska sanktioner mot Sydafrikas regering skulle införas.  Både Nelson Mandela och Desmond Tutu har hyllat Johannes Paulus II för hans försvar av de mänskliga rättigheterna och mot ekonomisk ojämlikhet. 

### Irakkriget
2003 kritiserade påven invasionen av Irak, ledd av USA. Påven skickade en kardinal till USA för att tala med president George W. Bush, om påvens motstånd till kriget.  Påven sade att det var upp till FN att lösa konflikten genom diplomati och att aggressionen är ett brott mot freden och internationell rätt. 

### Befrielseteologi
Både 1984 och 1986 fördömde påven, genom kardinal Ratzinger (sedermera påve Benedictus XVI) officiellt aspekterna av befrielseteologin som hade många anhängare i Latinamerika. 

### Encyklikor
- Redemptor Hominis (1979)
- Dives in Misericordia (1980)
- Laborem Exercens (1981)
- Slavorum Apostoli (1985)
- Dominum et Vivificantem (1986)
- Redemptoris Mater (1987)
- Sollicitudo Rei Socialis (1987)
- Redemptoris Missio (1990)
- Centesimus Annus (1991)
- Veritatis Splendor (1993)
- Evangelium Vitae (1995)
- Ut Unum Sint (1995)
- Fides et Ratio (1998)
- Ecclesia de Eucharistia (2003)

## Helgonförklaring

Johannes Paulus II:s vapen.

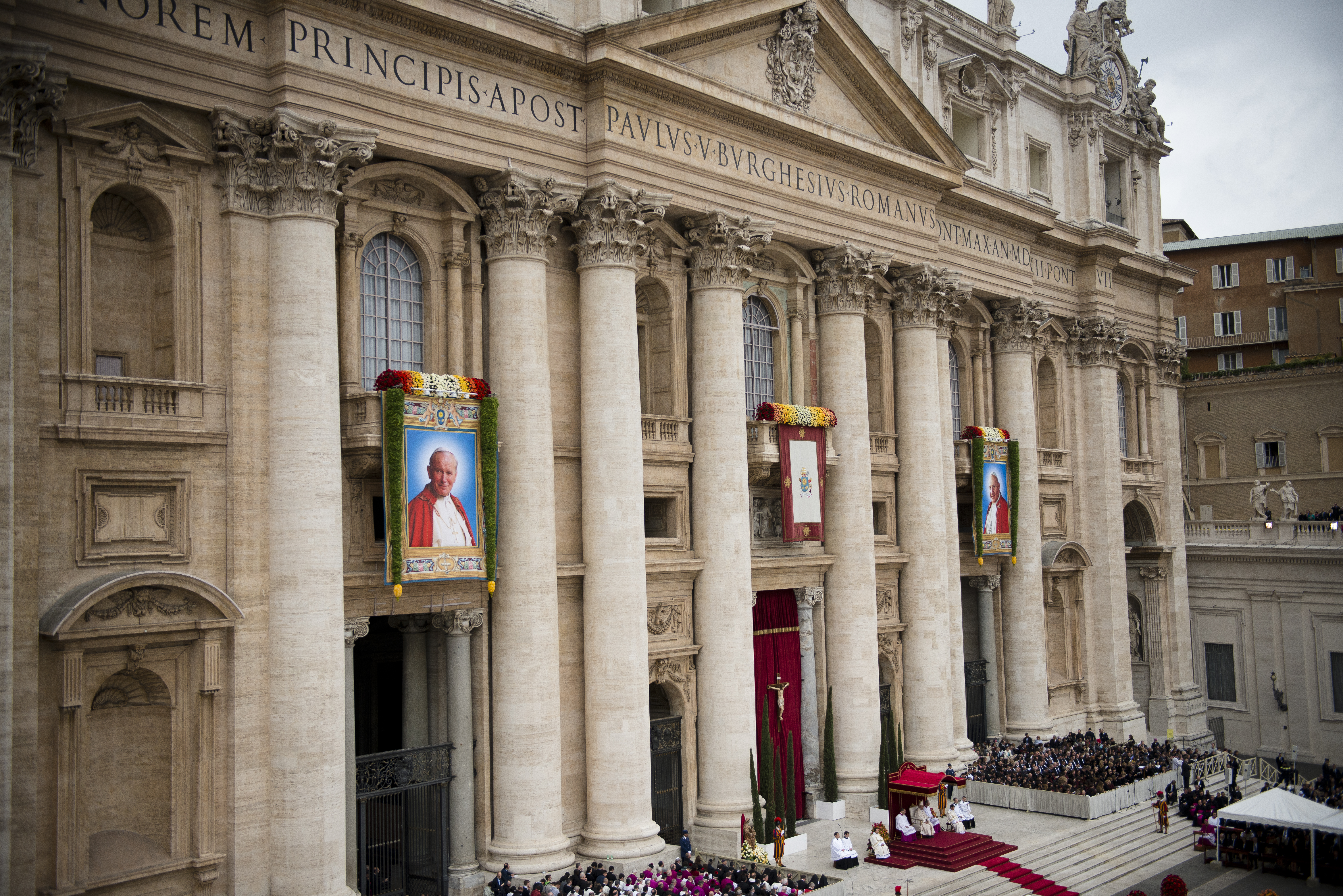
Kanoniseringen av Johannes Paulus II och Johannes XXIII 2014.

Påven Benedictus XVI inledde den 13 maj 2005 en saligförklaringsprocess för sin företrädare på påvestolen, trots att det bör ha förflutit fem år efter vederbörandes död. Under reqiuem-mässan för påven i april 2005, förde de deltagande med budskapet att genast göra honom till ett helgon: "Santo Subito". 
År 2007 offentliggjordes uppgiften att syster Marie-Simon-Pierre, en fransk nunna, uppgivit att hon den 2 juni 2005 blivit helbrägdad från sin Parkinsons sjukdom av Gud på Johannes Paulus förbön, två månader efter hans död. Det uppgivna miraklet, som var det första steget mot en helgonförklaring, skedde efter att systern bett om den hädangångne påvens förböner. Även påven led av sjukdomen..  

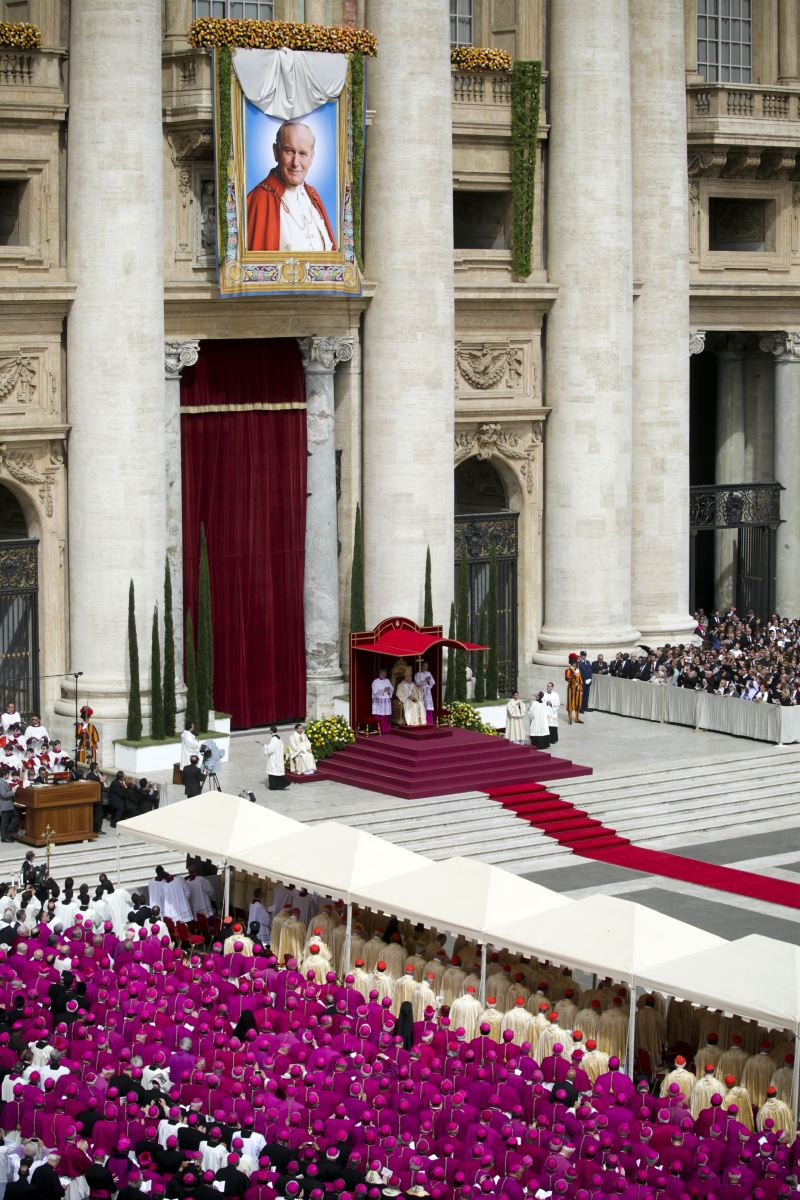

På Petersplatsen under saligförklaringen av Johannes Paulus II den 1 maj 2011, deltog 1 500 000 människor.
Johannes Paulus II helgonförklarades den 27 april 2014 av påve Franciskus. Mässan leddes av påve Franciskus, men påve emeritus Benedictus XVI deltog också. På Petersplatsen deltog omkring 150 kardinaler och 700 biskopar och omkring 500 000 personer deltog i mässan. Efter Johannes Paulus II tid som påve har flera statyer och minnesplatser skapats, bland annat en staty av honom utanför Notre-Dame de Paris och i flera andra städer. 

## Bilder

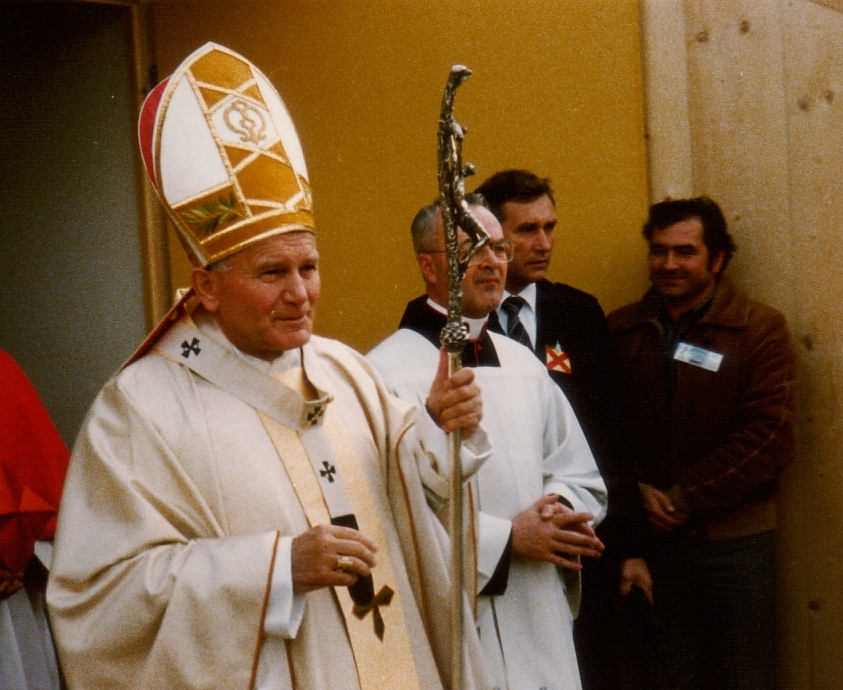
Påven i München.
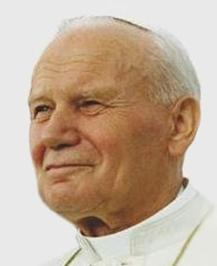
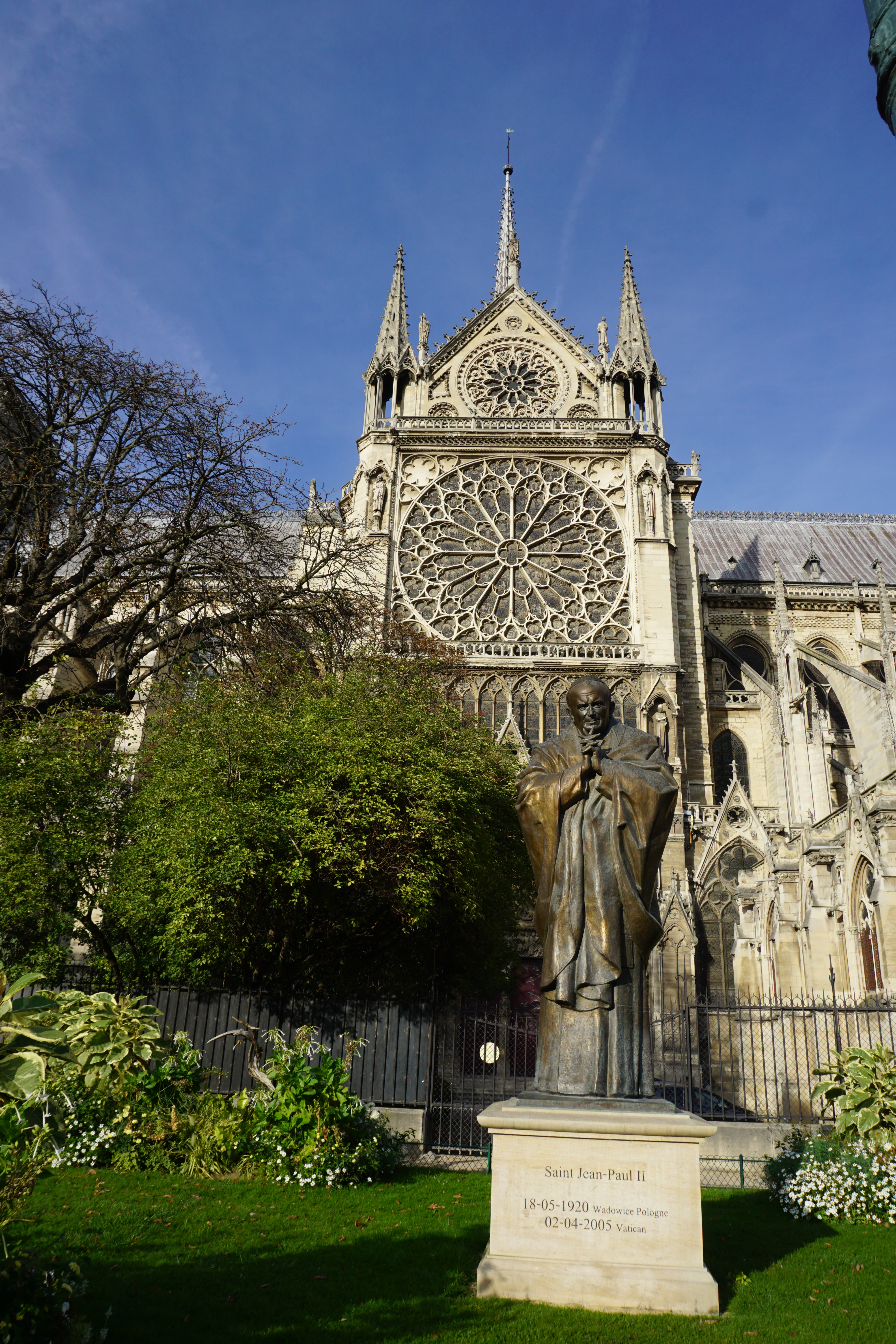
Skulptur av Johannes Paulus II utanför Notre-Dame de Paris.
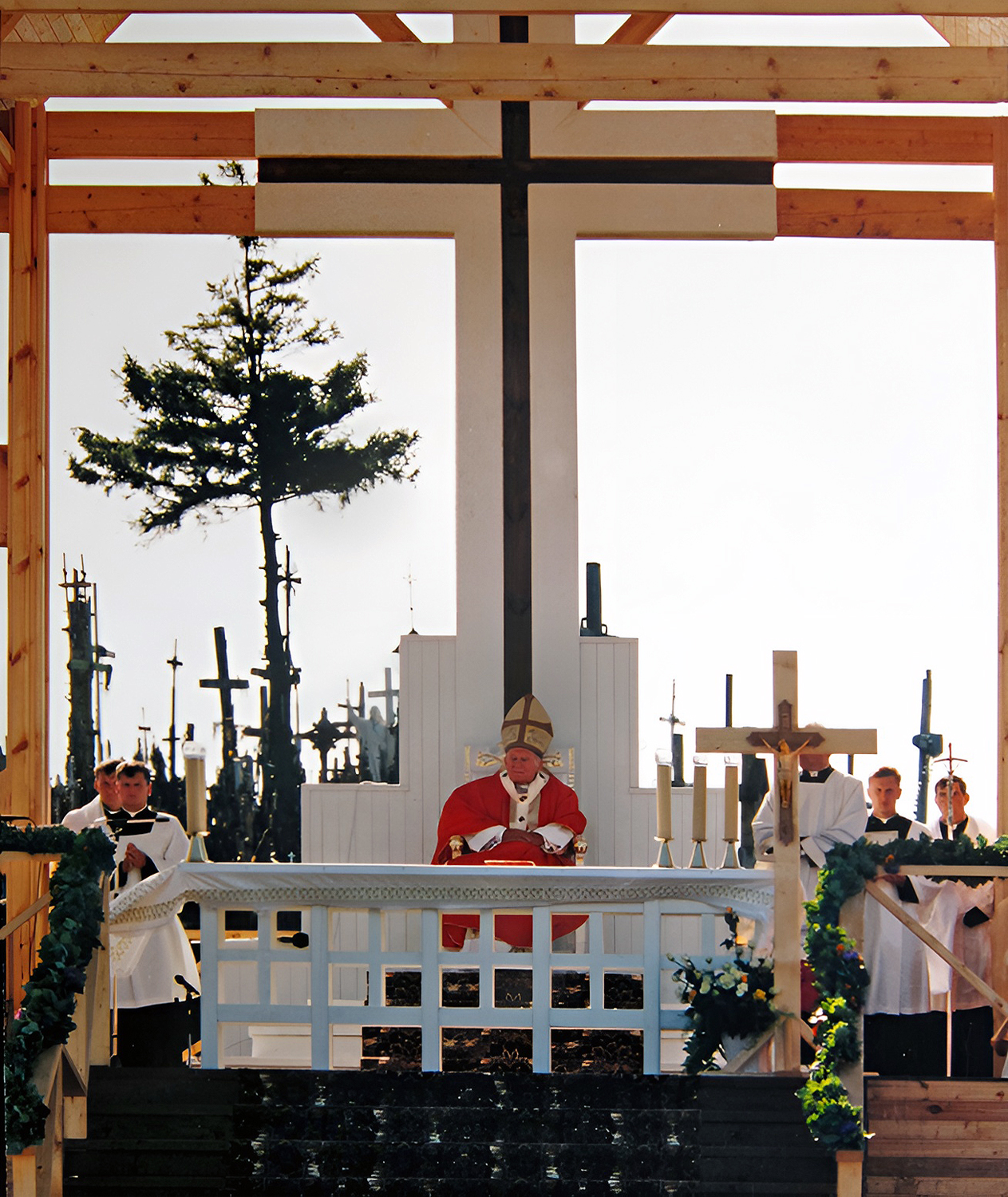
Johannes Paulus II vid Korskullen 7 sep 1993.